# DM121

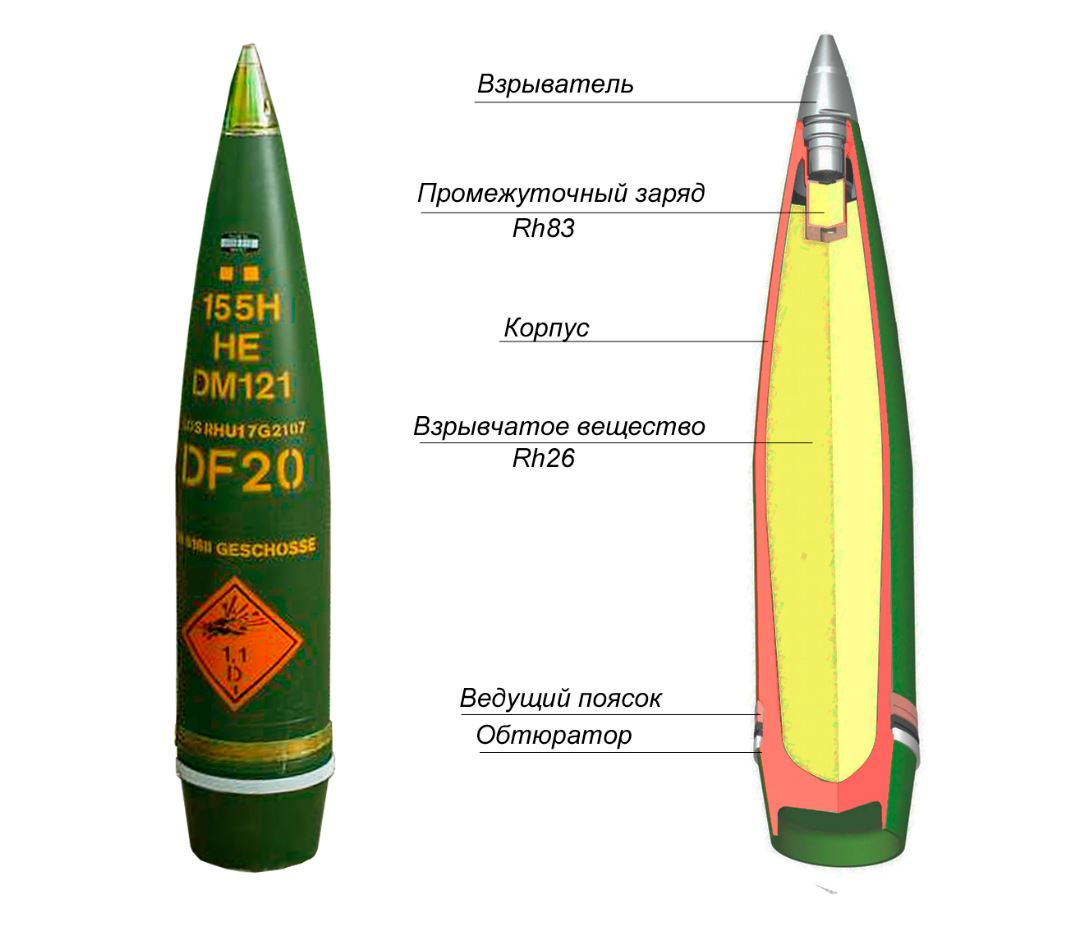
Осколочно-фугасный снаряд DM121. Внешний вид и устройство.

DM121 (также известный как Rh30) — осколочно-фугасный артиллерийский снаряд калибра 155мм производства Rheinmetall Waffe Munition. Принят на вооружение Бундесвера в 2017 году. Разрабатывался для САУ PzH 2000, но может применяться  любой гаубицей НАТО калибра 155мм. Снаряды, производимые в Германии для Нидерландов, имеют маркировку M1712, снаряды, произведенные Rheinmetall Denel Munition в ЮАР -  M0121A1 Assegai. Вариант DM121 с донным генератором ранее имел обозначение DM131 (Rh40), но позже стал маркироваться M1711, либо, если он произведен Rheinmetall Denel Munition в ЮАР -  M0121A2 Assegai. 

## История
Снаряд Rh30 был изначально выбран Бундесвером в конце 2004 года в качестве замены снаряду DM111. (Снаряд DM111 являлся развитием снаряда L15 (взрывчатое вещество Composition B), поступившего на вооружение в 70-х годах 20 века, и был предназначен для гаубиц с длиной ствола 39 калибров. По сравнению с L15 у DM111 была несколько улучшена внешняя геометрия, усилены ведущий поясок и обтюратор, что позволило стрелять из стволов длиной в 52 калибра на дальность 30 км).  Ему было отдано предпочтение перед снарядом LU211LM (с наполнителем XF13-333 EIDS – ТНТ/азотный тетроксид/алюминий) французской компании Nexter, и снарядом XM0121, малочувствительной (с взрывчатым веществом PBX) версией варианта Assegai M2000 с суживающейся хвостовой частью, предложенный компанией Diehl в сотрудничестве с южноафриканской Denel. Однако, по причинам ограниченного финансирования Бундесвер заключил  контракт с RWM на завершение разработки и начальное производство снаряда DM121 только 20 апреля 2009 года. Исполнение контракта началось в 2017 году, так как программа испытаний снаряда затянулась до 2016 года. Снаряды производятся в городе Унтерлюс, Нижняя Саксония. По состоянию на 2022 год было произведено 62 000 снарядов DM121.

## Описание
Снаряд соответствует стандартам НАТО STANAG 4425 и 4439, а также Совместному меморандуму о взаимопонимании НАТО по баллистике (англ: Joint Ballistics Memorandum of Understanding (JBMOU). Стальной корпус начинён взрывчатым веществом  PBX Rh26 производства компании Eurenco. Вес взрывчатого вещества - 11 кг.  Хвостовая часть корпуса суживающаяся( Воаt tail).  Донная часть имеет выемку, в которой в варианте M1711 установлен газогенератор. Ведущий поясок бронзовый, за ведущим пояском имеется пластиковый обтюратор. Длина снаряда - 841 мм, вес - 43,5 кг. Максимальная дальность при стрельбе из гаубицы с длиной ствола в 39 калибров - 29,2 км., при стрельбе из гаубицы с длиной ствола в 52 калибра с шестью модульными зарядами DM72 / DM82 / DM92- 36 км

## Стоимость
В 2019 году цена одного снаряда DM121 составляла 3 400 евро.

## На вооружении
- Германия
- Нидерланды
- Украина